# Psy 6 (Six Rules), Part 1
PSY's Best 6th, Part 1 (싸이6甲, Part 1) é um EP do rapper sul-coreano Psy, lançado em julho de 2012. Ele contém o megahit "Gangnam Style". O álbum foi certificado diamante pela RIAA vendendo mais de 10 milhões de cópias no mundo todo.

## Faixas
| N.º | Título                                                    | Duração |  |
| 1.  | "Blue Frog (청개구리)" (feat. G-Dragon)                   | 3:27    |  |
| 2.  | "Passionate Goodbye (뜨거운 안녕)" (feat. Sung Si Kyung)  | 3:28    |  |
| 3.  | "Gangnam Style (강남스타일)"                              | 3:39    |  |
| 4.  | "Year of 77 (77학개론)" (feat. LeeSsang & Kim Jin Pyo)    | 4:39    |  |
| 5.  | "What Would Have Been? (어땠을까)" (feat. Park Jung Hyun) | 4:03    |  |
| 6.  | "Never Say Goodbye" (Yoon Do Hyun)                        | 3:21    |  |